# انتره ریوس (سانتا کاتارینا)
انتره ریوس (به پرتغالی: Entre Rios) یک منطقهٔ مسکونی در برزیل است که در سانتا کاتارینا واقع شده‌است. انتره ریوس ۳٬۲۱۸ نفر جمعیت دارد.